# San Pasqual Valley
San Pasqual Valley es una comunidad en el nordeste de la ciudad de San Diego, California, en los Estados Unidos. El barrio limita al este con Escondido, al oeste con el área no incorporada del condado de San Diego y al sur por la ciudad de Poway y la comunidad de Rancho Bernardo.
La Autopista Estatal 78 pasa desde el Valle, entre Escondido y Ramona. El valle es parte de las cuencas hidrográficas de Santa Ysabel, que desemboca en el Río San Dieguito.
La mayoría del valle forma parte de la Reserva Agrícola del Valle de San Pasqual, con cultivos de cítricos y aguacates, y con granjas lácteas. La zona incluye el territorio de San Pasqual Valley AVA, un área designada por la Área Vitivinícola Americana por el BATF. El valle experimenta días muy calientes y noches muy frías debido a la cercanía del océano.
El San Diego Wild Animal Park ocupa un área de 1,800 acres (7 km²) del valle.
También situado en el valle se encuentra el sitio de la Batalla de San Pascual, que se libró durante la Intervención estadounidense en México. El 6 de diciembre y 7 de diciembre de 1846, los californianos, dirigidos por General Andrés Pico, lucharon contra la columna de 140 tropas Stephen W. Kearny de la Armada de los Estados Unidos.
El San Pasqual and Clevenger Canyon Open Space Park está localizado en el extremo oeste del valle.